# Pokémon Scarlet en Violet
Pokémon Scarlet  en Pokémon Violet  zijn twee rollenspellen die zijn ontwikkeld door Game Freak en uitgebracht door Nintendo en The Pokémon Company voor de Nintendo Switch. De spellen werden in februari 2022 aangekondigd. Het zijn de eerste spellen in de reeks van de negende generatie van de Pokémon computerspel-serie. De releasedatum van de spellen was 18 november 2022.

## Gameplay
Scarlet en Violet is een openwereldspel. Het speelt af in de Paldea-regio, die gebaseerd is op het Iberisch Schiereiland. De regio heeft stedelijke gebieden en een vrije wildernis zonder grenzen tussen beide in. Belangrijke locaties zijn Mesagoza, de grootste stad in de regio en "The Great Crater of Paldea" (De Grote Krater van Paldea), een reusachtige krater in het midden van de regio. De spellen introduceren 103 nieuwe Pokémon, waaronder drie nieuwe “starter-Pokémon”: Sprigatito, Fuecoco en Quaxly, alsmede de legendarische Pokémon Koraidon in Scarlet en Miraidon in Violet. De spellen kennen een verleden en toekomstthema, dat ook is verwerkt in het design van de legendarische Pokémon.
Sinds Pokémon X en Y voegt de serie met het uitkomen van een nieuwe generatie een nieuwe "gimmick" toe, in het geval van Pokémon Scarlet & Violet is dit Terastallization. Wanneer een Pokémon terastalliseert, wordt hij van kristal, krijgt hij een kristallen hoofddeksel en verandert zijn type. Het type waarin hij verandert is aangegeven door het soort hoofddeksel dat de Pokémon draagt en de kleur van het kristal. De zetten van het type waar de Pokémon in geterastalliseerd worden sterker.
De spellen kregen downloadbare content, die in twee delen uitkwam. The Teal Mask, op 13 september 2023 uitgekomen, en The Indigo Disk, op 14 december 2023 uitgekomen.

## Ontwikkeling
Pokémon Scarlet en Violet werden aangekondigd als onderdeel van de Pokémon Presents-presentatie die werd gehouden op 27 februari 2022. De spellen werd tijdens deze presentatie door middel van een gedeeltelijke live-action trailer aangekondigd. Op 1 juni 2022, werd een tweede trailer uitgebracht. Deze trailer liet de twee legendarische Pokémon zien die onder andere dienen als box cover, lieten meer beeldmateriaal van de gameplay zien en maakten drie nieuwe Pokémon (Lechonk, Pawmi en Smoliv) en nieuwe personages bekend. Toby Fox heeft een gedeelte van de muziek voor de spellen gecomponeerd. Ed Sheeran's nummer "Celestial" speelt tijdens de aftiteling.